# 亞納奧爾科山 (阿利斯-拉勞斯)
12°20′03″S 75°43′07″W / 12.33417°S 75.71861°W
亞納奧爾科山（Yana Urqu），是秘魯的山峰，位於該國中南部利馬大區，由阿利斯區和拉勞斯區負責管轄，屬於秘魯中部山脈的一部分，海拔高度4,800米。